# Geomyersia
Geomyersia es un género de escincomorfos de la familia Scincidae que se distribuyen por Oceanía (archipiélago Bismarck y archipiélago de las islas Salomón).

## Especies
Se reconocen las dos siguientes según The Reptile Database:
- Geomyersia coggeri Greer, 1982
- Geomyersia glabra Greer & Parker, 1968